# Jędrzej Śniadecki

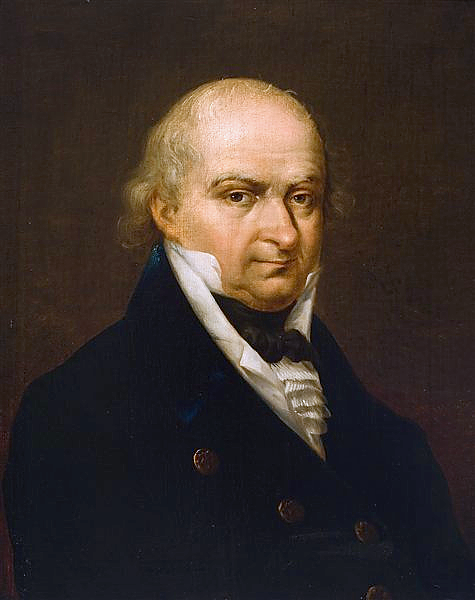
Jędrzej Śniadecki

Jędrzej Śniadecki o Jedrzej Śniadecki (30 de noviembre de 1768-12 de mayo de 1838) fue un escritor, médico, químico y biólogo polaco. Sus logros incluyen la creación de la moderna terminología de Polonia en el campo de la química.

## Trayectoria
Śniadecki nació en Żnin en la Mancomunidad Polaco-Lituana. Después de completar sus estudios universitarios, fue elegido para ser el primer profesor de medicina y química en la "Escuela Principal" del Gran Ducado de Lituania, que en 1803 pasó a llamarse la Universidad Imperial de Vilna. Uno de sus estudiantes fue Ignacy Domeyko. Śniadecki fue también uno de los principales organizadores y jefe de la recién creada Academia Médico-Quirúrgica de Vilna. Entre 1806 y 1836 dirigió la Sociedad Médico-Científica local, Towarzystwa Naukowego Lekarskiego, una de las principales sociedades científicas de la región.
La obra más importante de Śniadecki fue Początki chemii (Los comienzos de la Química), el primer libro de texto de química en lengua polaca, preparado para la Comisión de Educación Nacional. Fue considerado uno de los mejores libros científicos de texto polacos de la época y se utilizó en las universidades de Polonia hasta bien entrada la década de 1930. Fue considerado uno de los mejores libros de texto polaco cientifista de la edad y se utilizó en las universidades de Polonia hasta bien entrada la década de 1930. Śniadecki también fue conocido como escritor de obras menos serias, cofundador de Towarzystwo Szubrawców (la Sociedad Derrochadora), contribuyó con artículos para su semanario satírico, Wiadomości Brukowe (Noticias de alcantarilla). También escribió copiosamente en Wiadomości Wileńskie (Noticias de Vilna), el diario más grande y de mayor prestigio en Vilna.

## Descubrimiento del rutenio
Śniadecki puede haber sido el primer descubridor del elemento rutenio en 1807, treinta y siete años antes que Karl Klaus.

## Familia
Jędrzej fue hermano de Jan Śniadecki y padre de Ludwika Śniadecka, esposa de Michał Czajkowski. Murió en Vilna y está enterrado en el Cementerio Rosa.